# Orvandil
Orvandil – żeglarz-tułacz, zamieszkujący często odwiedzane przez Thora krańce Jotunheimu. Gdy pewnego razu zmarzł mu palec u stopy, Thor oderwał go i rzucił w niebo – odtąd jest znany jako konstelacja Oriona ("Palec Orvandila"). 
Anglowie i Sasowie nazywali go Earendel.